# Ormana, İbradı
Ormana là một thị trấn thuộc huyện İbradı, tỉnh Antalya, Thổ Nhĩ Kỳ. Dân số thời điểm năm 2011 là 647 người.